# 尼古拉·佩斯科夫
尼古拉·德米特里耶維奇·佩斯科夫（羅馬化：Nikolay Dmitriyevich Peskov；1990年2月3日—），又名尼古拉·喬爾斯（Nikolai Choles），是俄羅斯總統新聞秘書德米特里·佩斯科夫的兒子。

## 生平
佩斯科夫在1990年2月3日出生於莫斯科。他是德米特里·佩斯科夫和阿納斯塔西婭·布瓊娜的長子，蘇聯元帥謝苗·布瓊尼的外曾孫。20世紀90年代，他隨母親移居英國。佩斯科夫有時使用他繼父的姓氏喬爾斯。他在英國接受教育。
2010年，佩斯科夫和另外兩名男子在英國米爾頓凱恩斯的一家麥當勞外盜竊手機並毆打一名青少年的臉部而被判處在少管所服刑15個月，並參加了酗酒和憤怒管理課程。佩斯科夫聲稱，他與家人關係疏遠，16歲時就被家人趕出家門。
他在2010年返回俄羅斯。2010年至2012年，佩斯科夫在俄羅斯戰略火箭軍服役，軍銜上士，並參加了2012年紅場閱兵。他曾短暫擔任過俄羅斯官媒《RT》通訊員。
2016年，媒體《Rospress》報導稱佩斯科夫因毆打他71歲的外祖母伊內塞·布瓊娜而受到莫斯科警方調查。而該媒體亦在俄羅斯法院找到佩斯科夫於2012年被前妻追討撫養孩子贍養費的記錄。儘管他在2023年的訪問中聲稱自己沒有子女。
2017年，佩斯科夫奢華的生活方式遭到俄羅斯反對派政治家人物阿列克謝·納瓦爾尼的批評。佩斯科夫在《RBK電視台》上回應稱，納瓦爾尼的報告是「挑釁」。
在2023年的訪問中，佩斯科夫表示自己在2022年再婚。

## 事蹟
2022年9月，就俄羅斯軍事動員一事，納瓦爾尼的助手俄羅斯記者德米特里·尼佐夫采夫給佩斯科夫打電話，並偽稱自己是徵兵官員。他問佩斯科夫為什麼沒有去莫斯科徵兵中心報到。佩斯科夫回答說：「想當然我不會去，就像你知道的，我是『佩斯科夫』先生，參軍對我來說並不適合，我會在不同層級上解決問題，在克里姆林宮幕後操縱，不必真的親赴戰場。……我基本上需要知道發生了什麼以及我的權利是什麼。」此次通話在YouTube上進行了直播。
2023年4月，《RBK電視台》報導稱佩斯科夫已加入瓦格納集團，並以砲兵身份參與俄羅斯入侵烏克蘭。佩斯科夫在接受訪問時聲稱欲加入瓦格納，但不知道加入途徑，「所以我不得不求助於我的父親……他在這方面幫助了我」。瓦格納集團首腦葉夫根尼·普里戈任表示，德米特里·佩斯科夫要求他「將（尼古拉）當作一名普通的砲兵」，他說佩斯科夫接受了3週的培訓後派駐盧甘斯克州，在那裡擔任烏拉甘多管火箭炮的裝填手，並服役6個月。在訪問中，佩斯科夫稱他以化名加入瓦格納集團，並在「取得一定的軍事功績」之中獲得勇敢獎章。
然而，根據《RBK烏克蘭》報導顯示，當他聲稱在烏克蘭時，他的特斯拉汽車被人看到在2022年7月24日及2022年11月6日在莫斯科周圍超速駕駛並被罰款。俄羅斯軍事Telegram頻道「VChK-OGPU」也詢問瓦格納砲兵是否見過佩斯科夫，得到的回答均表示：「無論是在索萊達爾還是在巴赫穆特都找不著他。」

## 榮譽
- 勇敢獎章[6]

## 制裁
俄羅斯入侵烏克蘭後，2022年3月11日，作為俄烏戰爭期間的國際制裁一部份，佩斯科夫被列入美國財政部的特別指定國民和被封鎖人員制裁名單。2022年3月15日，佩斯科夫受到英國制裁，並被禁止前往該國。他也被歐盟、加拿大、瑞士、澳大利亞、日本、紐西蘭及烏克蘭跟進制裁。